# هارپر ریور
هارپر ریور (به انگلیسی: Harper River) رودخانه‌ای است که در نیوزلند جریان دارد.